# 윤규
윤규(尹珪, 1365~1414.11.26.)는 고려 말에서 조선 초 사이의 문신이다. 형조좌참의로 있을 당시 민무구(閔無咎)·민무질(無疾) 형제의 불충을 엄하게 다스려야 한다는 소를 올렸다. 그는 고려 시절 이방원과 과거시험을 동시에 합격하였기 때문에 과거 동기로 후대를 받았다. 글씨를 잘 썼는데, 특히 예서와 초서에 능하여 상서사(尙瑞司)의 직책을 겸임하였다. 뒤에 영의정에 추증되고, 파평부원군(坡平府院君)에 봉하여졌다.

## 생애
파평 사람이다. 아버지는 윤승례이고, 어머니는 안동권씨이다. 후일의 세조비 정희왕후의 친정아버지가 되는 윤번의 형이다. 정희왕후의 백부이다. 성종비 정현왕후의 증조부이며 재상 윤필상의 증조부 윤곤은 윤규의 사촌간이 된다.
태종실록의 졸기에 의하면 그의 인물됨과 외모에 대해 성질이 침착하고 조용하였으며, 용모가 크고 건장하였다 한다. 그는 고려 시절 이방원과 과거시험을 동시에 합격하였기 때문에 과거 동기로 후대를 받았다. 
그는 글씨를 잘 썼고 특히 예서와 초서에 능하여 상서사(尙瑞司)의 직책을 겸임하였다. 1398년 예조좌랑으로 있을 때 명나라에 보내는 천추절의 글을 잘못 썼다 하여 그해 5월 14일 명나라로부터 성균관 사성 공부(孔俯) 및 예조정랑 윤수(尹須)와 함께 압송해 보내라는 요청을 받았다. 글을 가져간 사신 조서(曺庶)는 명나라로부터 억류, 감금당했다. 이에 우산기 상시(右散騎常侍) 변중량(卞仲良)은 윤규 등을 명나라로 보내면 안된다고 상소하였다. 그러나 6월 3일에 태조 이성계가 친히 유시하여 명나라 북경으로 보냈다. 그러나 별 물의 없이 곧 귀국했다.
1402년 내서 사인(內書舍人) 재직 중, 사간원에서 2차 왕자의 난 때 회안대군의 편에 섰던 박만의 형량 구형을 잘못했다며 사간원 관원들을 탄핵할때 같이 탄핵당했다. 
1405년 중국에 보내는 자문의 글에 황제 폐하(皇帝陛下) 바로 아랫 줄에 연이어 쓰지 않아야 되는데 바로 아랫줄에 예철(睿哲)이란 단어가 붙었다며 명나라 사신 공안부 윤(恭安府尹) 허응(許應), 통사(通事) 이자영(李子瑛)이 지적하였다. 이 일로 태종은 문서 응봉사(文書應奉司) 제조(提調) 당성(唐誠) 낭청(郞廳) 한상덕(韓尙德) 등을 모두 순금사(巡禁司)에 가둬서 국문했다. 문서 응봉사 낭청의 한 사람이던 그 역시 순금사에 체포되어 국문받았다.
1408년 형조참의로 재직 중, 그해 6월 9일 태종이 한성 장의사(藏義寺)에서 열린 참경(懺經) 법석(法席)을 베풀었다. 이때 왕명으로 《묘법연화경(妙法蓮花經)》을 베껴 썼다. 태종은 매달 49일마다 77일간 5일 법석(五日法席)을 한 차례씩 베풀었는데 태종은 항상 빈전(殯殿)에 나아가 별전(別奠)을 베풀고, 서천군(西川君) 한상경(韓尙敬)·형조 참의(刑曹參議) 윤규(尹珪) 등 7명에게 명하여 이금(泥金, 금박 가루)으로 《묘법연화경(妙法蓮花經)》을 베껴 쓰게 했다.
그해 형조 좌참의(刑曹左參議)로 민무구, 민무질의 불충을 지적, 탄핵하였다. 1409년 병조 참의(兵曹參議)가 되고 1410년 사헌부 예방 대언(禮房代言)으로 재직 중 종묘에 천신하는 시기를 잘못 잡았다며 태종의 추궁을 받고 풀려났다. 1411년 11월 7일 사헌부 좌부대언(左副代言)이 되었다. 그해 이조 참의를 거쳐 1413년 경승부 부윤에 제수되었다.
1414년(태종 14) 11월 26일에 병으로 사망하니 태종실록에 졸기가 실렸다. 태종은 즉시 그에게 치부(致賻)하고 곽(槨)을 내려 주었다.

## 가족 관계
- 아버지 윤승례
  - 동생 윤번 - 세조비 정희왕후의 친정아버지

## 같이 보기
- 윤번
- 정희왕후
- 이방원
- 윤곤
- 윤언이